# Эминеску, Михай

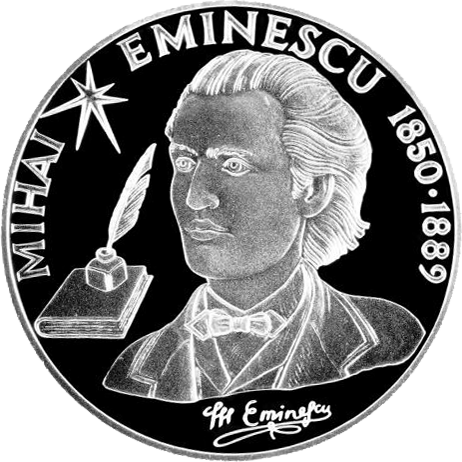
Реверс памятной монеты «150 лет со дня рождения Михая Еминеску» Выпуск — Национальный банк Молдовы.

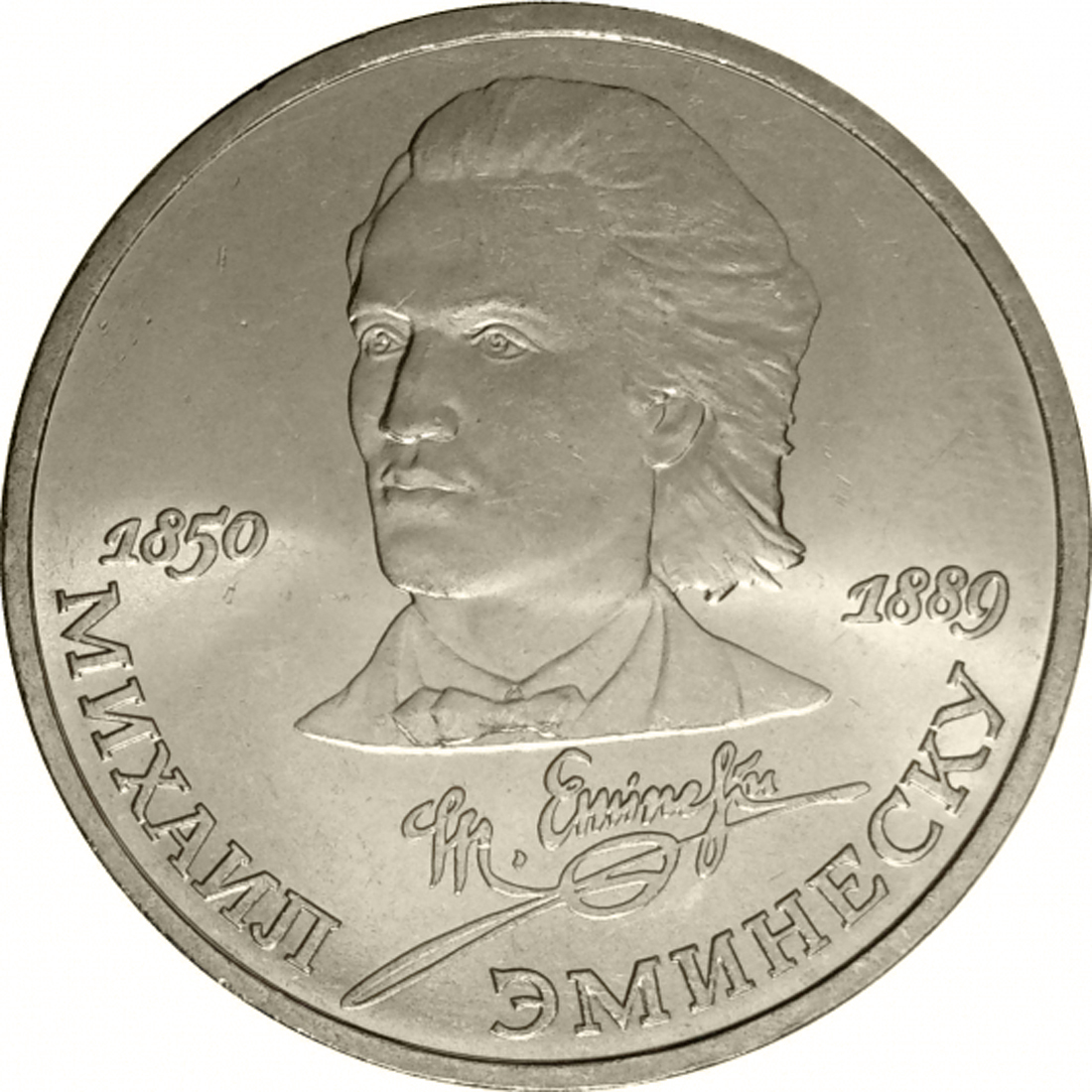
Реверс монеты Госбанка СССР номиналом 1 рубль

Миха́й Емине́ску (рум. Mihai Eminescu [miˈxaj emiˈnesku]; 15 января 1850, Ботошань — 15 июня 1889, Бухарест) — румынский поэт, классик румынской литературы. Посмертно избран членом Румынской академии наук.

## Биография
Михай Еминеску родился в северной Молдавии в 1850 году в многодетной семье.
Отец Михая занимался земледелием. Мать поэта звали Ралука. Ещё с детских лет он питал к ней любовь, которая позже отразится в его стихотворении «Мама»:
О мама, мама, мама! Из глубины веков

Зовёшь меня так часто…
Учиться Михая отправили в гимназию, в административный центр Буковины (Австро-Венгрия) — Черновцы, где преподавание велось на немецком языке. Немецкий язык давался ему с трудом, в отличие от румынской словесности, которую преподавал Арон Пумнул — участник революции 1848 года, прививший ученикам любовь к румынскому языку и чувство патриотизма.
В 1864 году примкнул к группе провинциальных актёров и странствовал с нею, постоянно терпя нужду.
Первое опубликованное стихотворение поэта — «У могилы Арона Пумнула» (1866) было напечатано в журнале «Слёзы лицеистов». В стихотворении лирический герой призывает к трауру всю Буковину по случаю смерти одного из лучших учителей Румынии:
Возьми одежды скорби

Любимая страна…
Стихотворение было опубликовано в 1866 году. В этом же году была написана поэма «Растленные юноши», и тогда же пештский журнал «Familia» («Семья») опубликовал несколько стихотворений Еминеску.
Не закончив обучения в гимназии в Черновцах Еминеску по настоянию отца уезжает на учёбу в Вену, где становится вольнослушателем университета и изучает филологию, философию и юриспруденцию. В этот период автор издаёт цикл стихотворений и патриотическую поэму «Эпигоны». Осенью 1872 года поэт перебирается в Берлин, где слушает цикл лекций при Берлинском университете по сентябрь 1874 года. Сохранились переводы Еминеску таких философов, как Кант и Конфуций. Художественный мир Еминеску в этот период подвержен влиянию патриотических идей. Написаны поэмы «Император и пролетарий» и «Ангел и Демон». Парижская коммуна оказала большое влияние на поэтическое мироощущение поэта. В духе любви к Отчизне написано стихотворение «Что тебе желаю, сладкая Румыния», которое считается одним из самых прекрасных стихотворений поэта:
Что тебе желаю, сладкая Румыния

Страна моих печалей, страна моих скорбей…

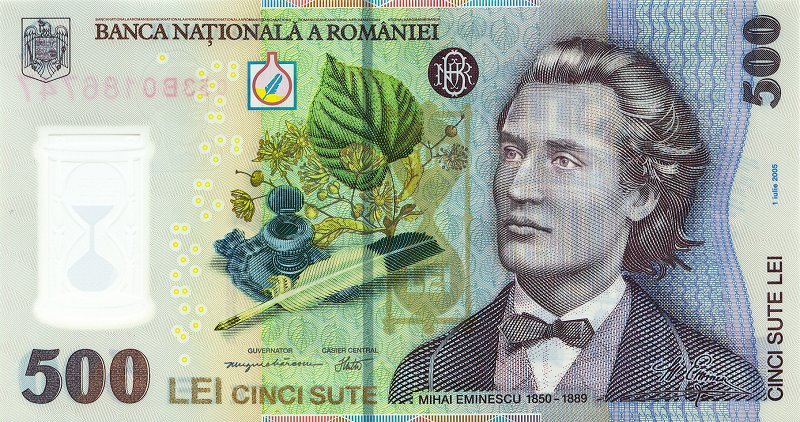
Михай Еминеску на румынском банкноте

Позже, уже после переезда в Берлин, поэт переосмысливает концепцию тематического содержания своих стихотворений. Многие произведения в этот период написаны о любви («Чезара», «Голубой цветок»). По мнению поэта, настоящая, истинная любовь неприкосновенна и священна. Любое реалистическое событие разрушает или извращает её. Подобная идея есть у Лермонтова в «Герое нашего времени» (эпизод с подкидыванием червонного туза в главе «Фаталист», где происходит столкновение романтизма и реализма и где последний побеждает).
В сентябре 1874 года поэт переезжает в Яссы в поисках заработка, где устраивается преподавателем в гимназию, одновременно библиотекарем и школьным инспектором. Здесь он заканчивает поэму «Кэлин», в которой в аллегорической форме прославляет воссоединение с родиной. После переезда в Яссы поэт пишет, в основном, философские произведения. В 1877 году по приглашению газеты Консервативной партии «Тимпул» («Время») Эминеску переезжает в Бухарест. Отсутствие гонораров за литературный труд вынуждает его постоянно искать дополнительный заработок. В этот период он пишет социально-философские «Послания». Центральным произведением Еминеску является поэма «Лучафэрул» (рум. Luceafărul — «Утренняя звезда»). Художественный метод поэмы романтический, однако поэт поднимает реалистические темы, в частности тему судьбы отверженного гения. Главный герой в конце поэмы говорит:
Живите вы в своём кругу

Со счастьем человечьим,

А я иным быть не могу —

Я холоден и вечен!
Лирическому герою Еминеску нет места в этом мире. Он ищет покоя, но не может найти его. Мотив усталости слышен во многих стихотворениях румынского поэта. Михаил Еминеску выражает взгляды атеизма («Я не верю…»), а также использует демонические сюжеты («Демон»).
Поэт испытывает психическую болезнь в 1883 году, которая, несмотря на улучшения после лечения, будет преследовать его до конца жизни. В этом же 1883 году выходит единственная прижизненная книга стихов Еминеску. И хотя имя поэта сразу получило признание, он уже был не способен это осознать.
Умер Еминеску в психиатрической лечебнице в Бухаресте, в 1889 году.
Одним из видных последователей Михая Еминеску был живший на рубеже XIX—XX веков румынский поэт Александру Влахуцэ.

## Память

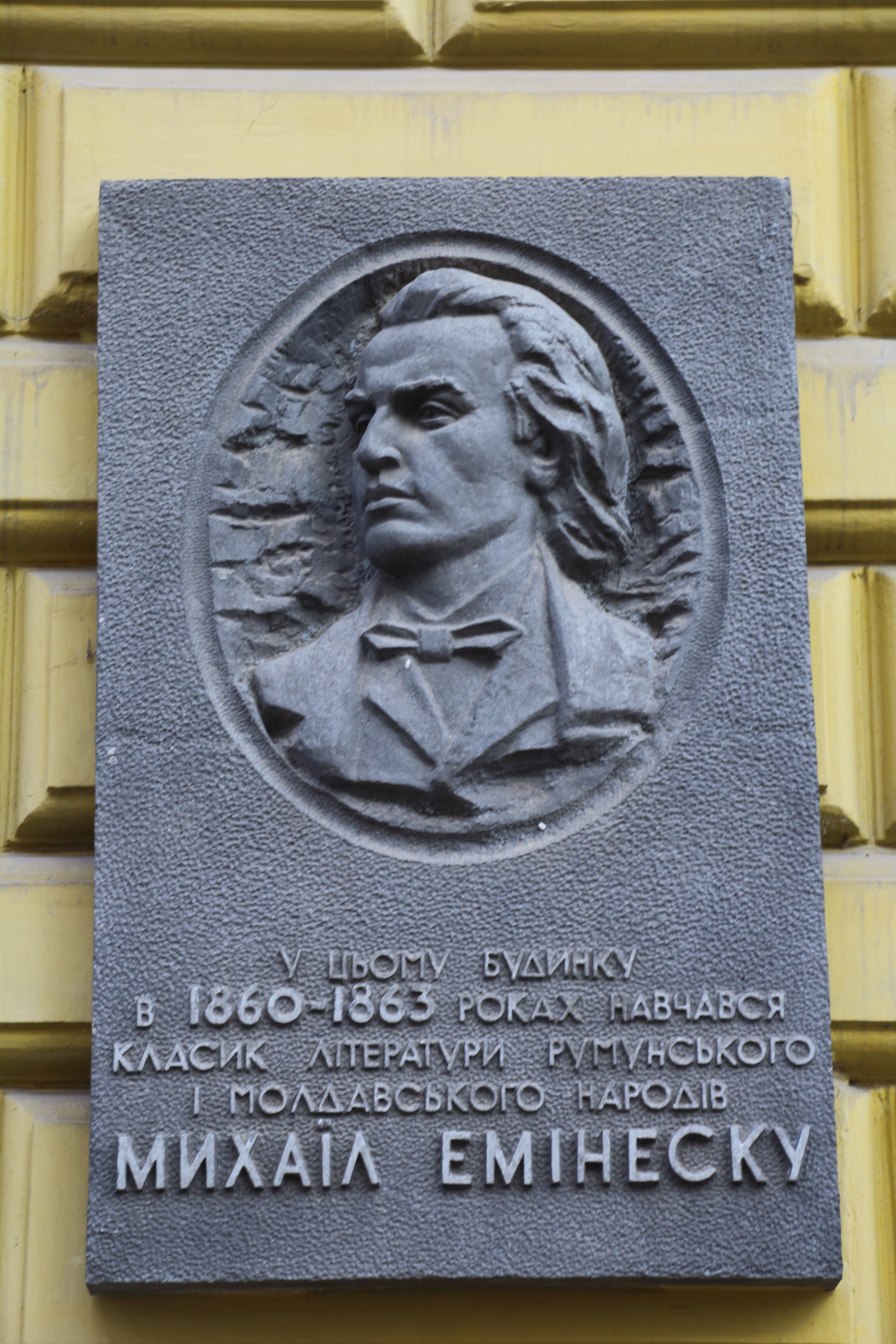
мемориальная доска в Черновцах

- мемориальная доска в ЧерновцахЭминеску назвали «Лучафэрул литературий ромыне» (рум. Luceafărul literaturii române — Утренняя звезда румынской литературы).
- В его честь назван кратер на Меркурии.
- Ему посвящены почтовые марки, выпущенные в Молдове, а также в фашистской и коммунистической Румынии.
- Похоронен в Бухаресте на мемориальном кладбище Беллу.
- Памятники поэту установлены во многих городах Молдавии и Румынии, Одессе (на Базарной улице)[7], Черновцах[8], Швейцарии, а также в Румынском Сквере в Монреале и в Париже.
- В его честь названа одна из улиц Еревана в районе Эребуни.
- Его имя носит Румынская гимназия в болгарской столице Софии а также и бульвар[9]

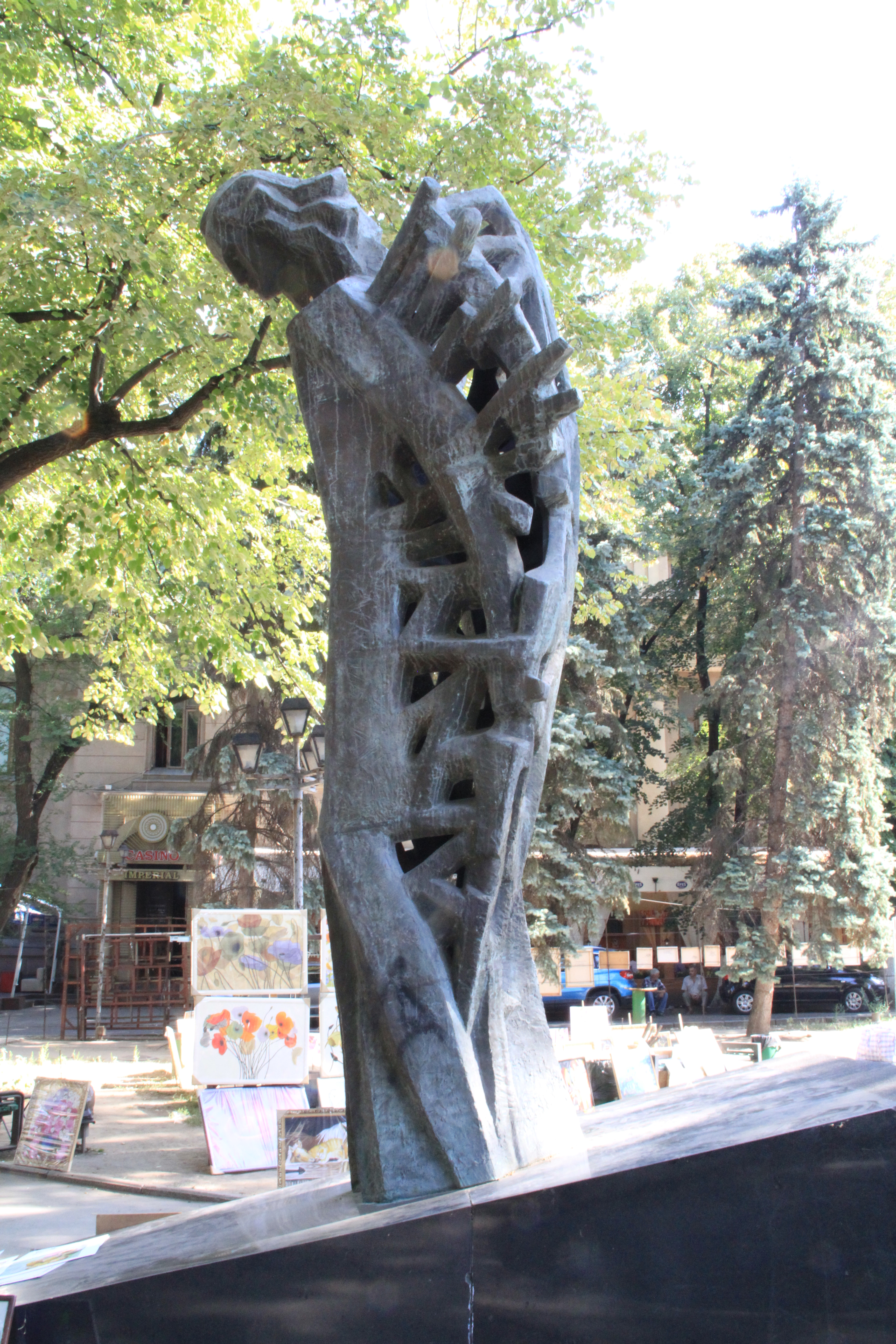
Памятник в Кишиневе
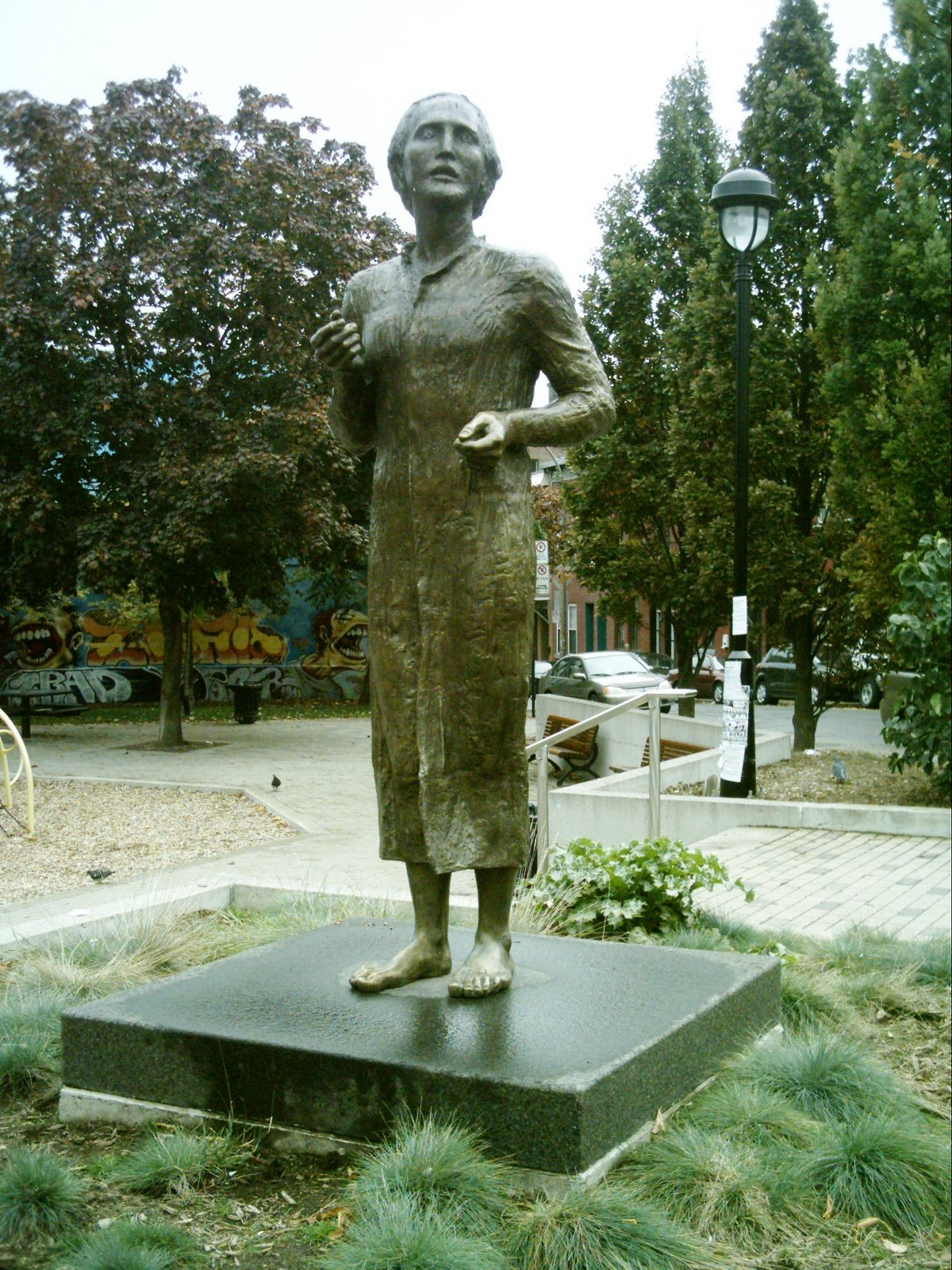
Памятник в Монреале
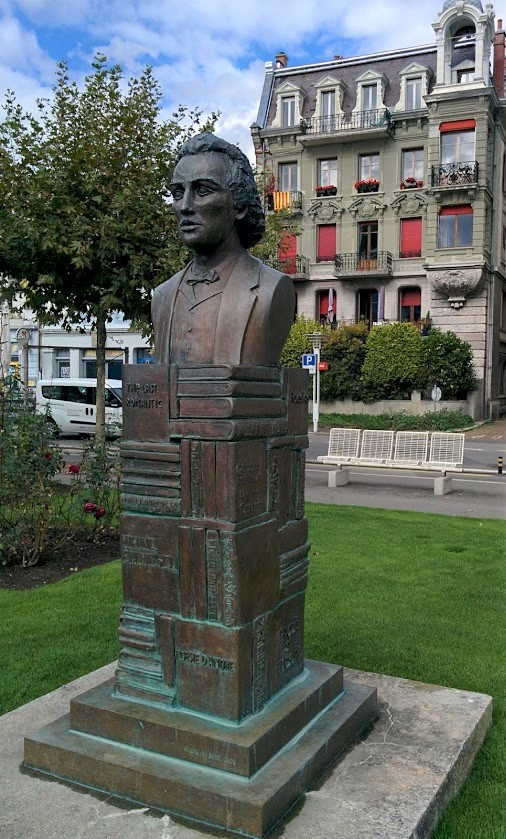
Памятник на набережной Вeве, Швейцария
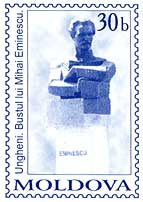
Бюст Эминеску на почтовой марке, 2003 год
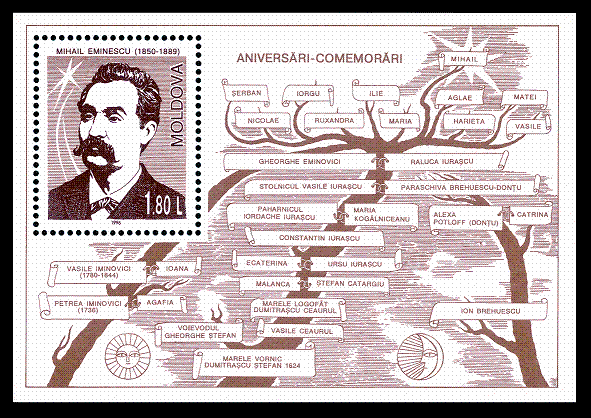
Почтовая марка, 1995 год
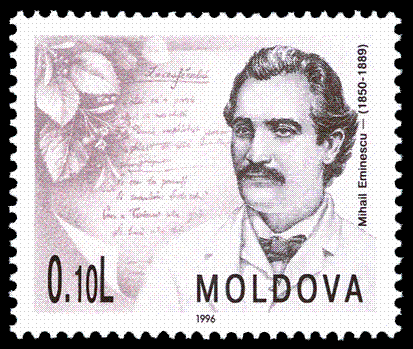
Почтовая марка, 1996 год
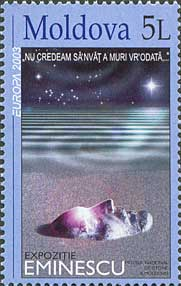
Почтовая марка, 2003 год

Памятники Эминеску в городах Молдавии на почтовых марках 2005 года
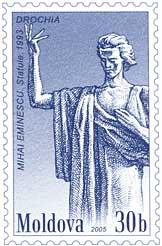
Дрокия
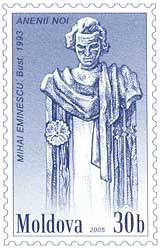
Новые Анены
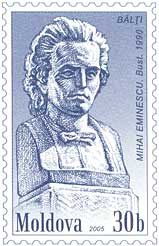
Бельцы
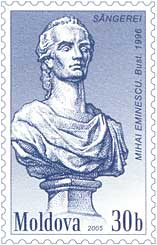
Сынжерей
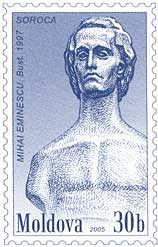
Сороки
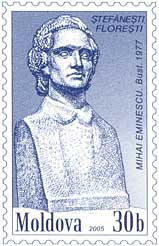
Флорешты

## Избранная библиография

### Поэзия
- 1867 — «Ce-ți doresc eu ție, dulce Românie»
- 1873 — «Floare albastră»
- 1876 — «Dorința»
- 1876 — «Lacul»
- 1879 — «Atît de fragedă»
- 1879 — «O, rămâi»
- 1883 — «Doină»
- 1883 — «Luceafărul»
- 1883 — «Și dacă»…
- 1883/84 — «Mai am un singur dor»
- 1885 — «Sara pe deal»
- 1886 — «La steaua»

### Проза
- 1870 — «Făt-Frumos din lacrimă»
- 1872 — «Sărmanul Dionis»